# Cu xanh đuôi đen

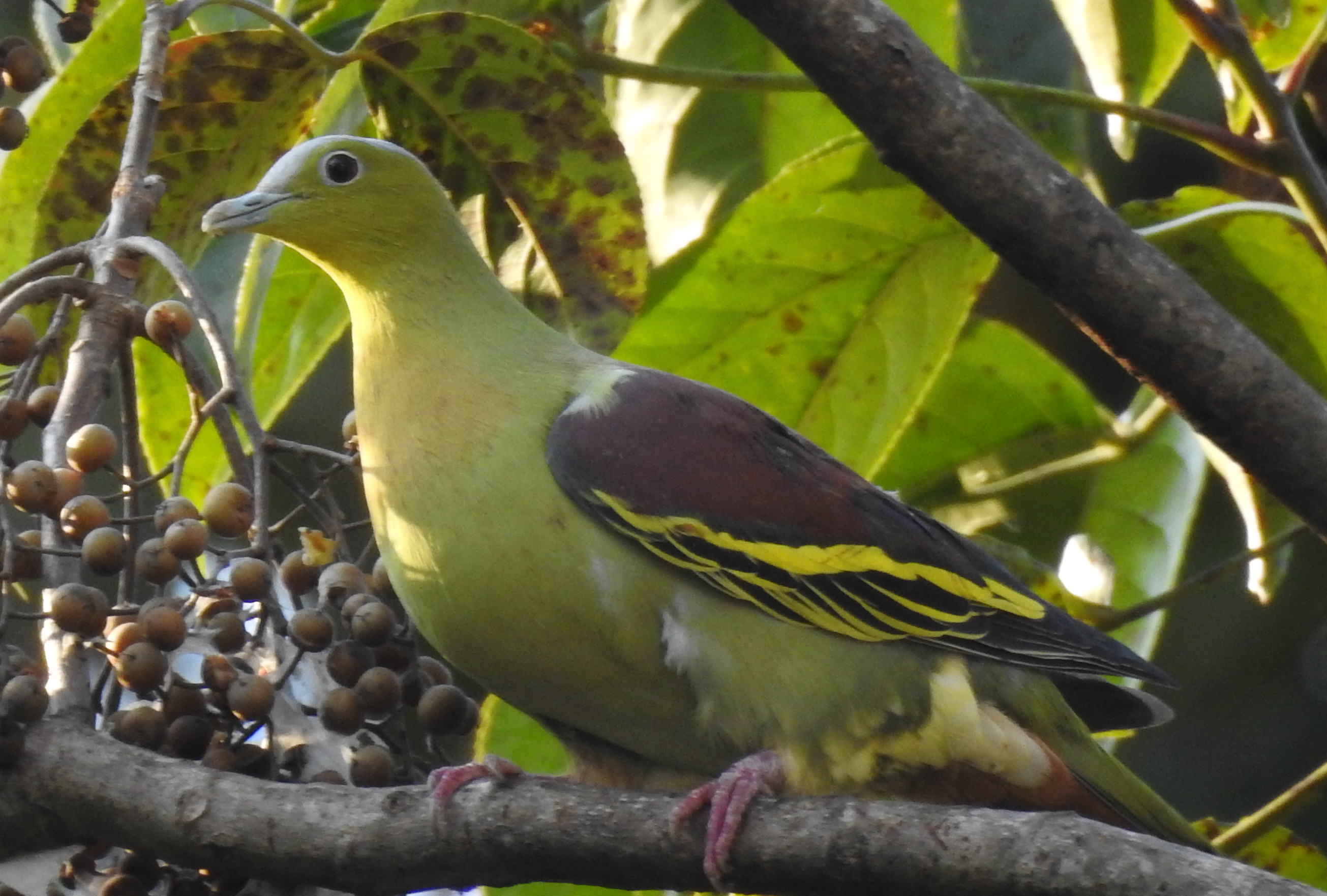

Treron phayrei là một loài chim trong họ Columbidae.